# Olivier Grenson
Olivier Grenson (Charleroi, 27 mei 1962), is een Belgische striptekenaar. Hij is de tekenaar van onder meer Niklos Koda.

## Biografie

### Beginjaren
Olivier Grenson is zoon van een ingenieur en een schilder. Na wetenschappelijke geesteswetenschappen studeerde hij van 1981 tot 1985 animatiefilm aan de Brusselse Grafische Onderzoeksschool (ERG).
In het bijzonder regisseerde hij een 3'40 korte film Sauve qui Peut uitgezonden op RTBf.
's Avonds volgt hij de stripcursus van Eddy Paape. Van 1984 tot 1986 publiceerde hij Aldose en Glucose in het tijdschrift Kuifje. Grenson doceerde tekenen, daarna stripverhalen en vertellingen aan de ERG en verzorgde gedurende zes jaar (van 1989 tot 1995) de stripsectie voor het programma Clip Clap op RTL TVI.
Na een afgebroken bewerking van Malvira in strips en twee korte verhalen van Jack en Lola met Patrick Chaboud, voor het Franstalige tijdschrift Circus in 1988, publiceerde hij drie grappen in Robbedoes op een scenario van Sergio Salma.

### Carland CrossenNiklos Koda
Olivier Grenson ontmoette Michel Oleffe in 1990 en maakte met hem als scenarist zeven albums van de serie Carland Cross. In 1994 kreeg Carland Cross een bewerking als tekenfilm: 26 afleveringen van 26 minuten voor RTBf, TF1, Canal+, enz.. Daarna werkte hij samen met Jean Dufaux als scenarist. Hun creatie Niklos Koda telt in zijn eerste cyclus van 10 albums werd eind 2008 voltooid.

### De tweeluiken
Grenson maakte een tweeluik Voor het ongeluk geboren in directe kleuren naar een script van Denis Lapière in de Vrije vlucht-collectie. 
Vervolgens maakte hij voor Le Lombard, in de collectie Getekend, op eigen scenario het tweeluik La Douceur de l'Enfer (Geen weg Terug), het verhaal van een reis tussen San Francisco en Pyongyang, een gevecht tussen spraak en vergetelheid. Deel 2 werd uitgebracht in april 2012 en het volledige verhaal telde 180 pagina's.

### Nieuwe cyclus voorNiklos Koda
In oktober 2013 verscheen een nieuw album van Niklos Koda: De dans van de duivel, het begin van een nieuwe cyclus.  In april 2014 kwam De oceaan uit, gevolgd in maart 2015 door No song. De Spiborg werd uitgebracht in 2016, gevolgd in 2017 door het 15e en laatste album in de reeks: Het laatste masker.

### One shots
Judith Warner, het 13e deel in de XIII Mystery op scenario van Jean Van Hamme, werd uitgebracht in 2018.
In februari 2019 tekende hij een niet in album verschenen strip voor de glossy Tintin, c’est l’aventure!, uitgegeven door Moulinsart en Geo.
Op basis van een script van zijn vrouw Sylvie Roge tekende hij Vermoorde onschuld, dat in februari 2021 (Le Lombard) verscheen.
De quarantainemaatregelen tegen Covid-19 stelden hem in staat om de graphic novel Le Nageur solitaire te voltooien, gepubliceerd door Kennes in november 2021.
Een dikke oorlogstrip van meer dan 200 pagina's is in voorbereiding.

### Overig
Van oktober 2013 tot 19 januari 2014 was er in het Belgisch Stripcentrum een overzichtstentoonstelling van het werk van Olivier Grenson.
Olivier Grenson bundelde de krachten met Philippe Decloux, Vincent Baudoux en Robert Nahum om een nieuw magazine met grafische verhalen te creëren: 64_page. Het is bedoeld om jonge auteurs die nog nooit hebben gepubliceerd onder de aandacht te brengen.

## Onderscheidingen
- 2019 Stripprijs van de Noordzee 2019, stripfestival Knokke-Heist[6]